# Starchildren
Starchildren var ett sidoprojekt skapat av rockgruppen The Smashing Pumpkins frontfigur Billy Corgan 1990. Bandet uppträdde sporadiskt fram till 1994 med växlande medlemmar. Endast två låtar utgavs officiellt; "Delusions of Candor", en originalkomposition av Corgan, samt en cover på "Isolation" av Joy Division.

## Historia
Bandet bildades 1990 som Star Children av Corgan med mottot "Be repetitive for nuisance's sake" ("Var repetitiv för obehagets skull"). Inte mycket är känt om bandets tidiga stadium mer än att de spelade åtminstone två shower vid Cabaret Metro med växlande medlemmar, däribland Corgan, Jimmy Chamberlin, Neil Jendon, Cliff Fox och Kerry Brown (de tre sistnämnda från bandet Catherine).
Den 18 juni 1994 trädde bandet fram med en synligare närvaro vid en konsert som från början var tänkt att genomföras i Smashing Pumpkins namn. Framträdandet den kvällen bestod av låtar som senare kom med på utgivningar av Smashing Pumpkins, bland andra "A Night Like This", en cover på The Cure, och "The Boy", skriven av James Iha, båda utgivna på samlingsboxen The Aeroplane Flies High. Även en tidig version av "Here Is No Why" från Mellon Collie and the Infinite Sadness framfördes.
Starchildren och Catherine, som redan var intimt förknippade genom deras många överlappade medlemmar, fick en ytterligare association när splitsingeln "Songs about Girls"/"Delusions of Candor" (1994) släpptes. Ena sidan av skivan innehöll Catherine-låten "Songs about Girls", medan man på andra sidan hittade Starchildrens "Delusions of Candor". Detta är hittills den enda Starchildrenkompositionen.
1995 släpptes Starchildrens Joy Division-cover "Isolation" på hyllningsalbumet A Means to an End: The Music of Joy Division.
I januari 2010 kom Corgan med planer på att starta ett nytt skivbolag som skulle kunna ge ut nytt material från Starchildren.

## Diskografi
- "Delusions of Candor" (1994)
- "Isolation", på albumet A Means to an End: The Music of Joy Division (1995)